# Callistemon comboynensis
Callistemon comboynensis là một loài thực vật có hoa trong Họ Đào kim nương. Loài này được Cheel mô tả khoa học đầu tiên năm 1943.

## Hình ảnh

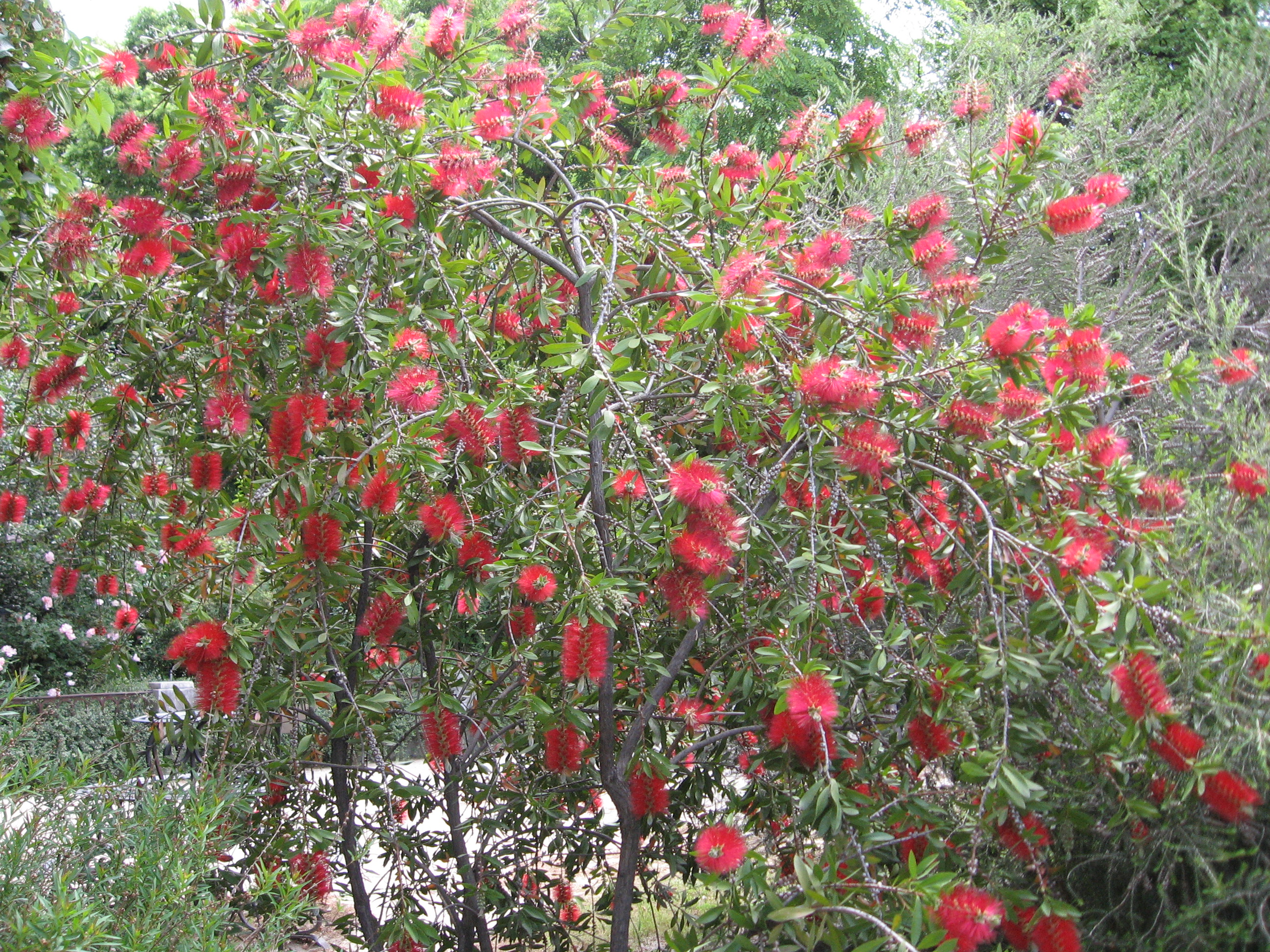
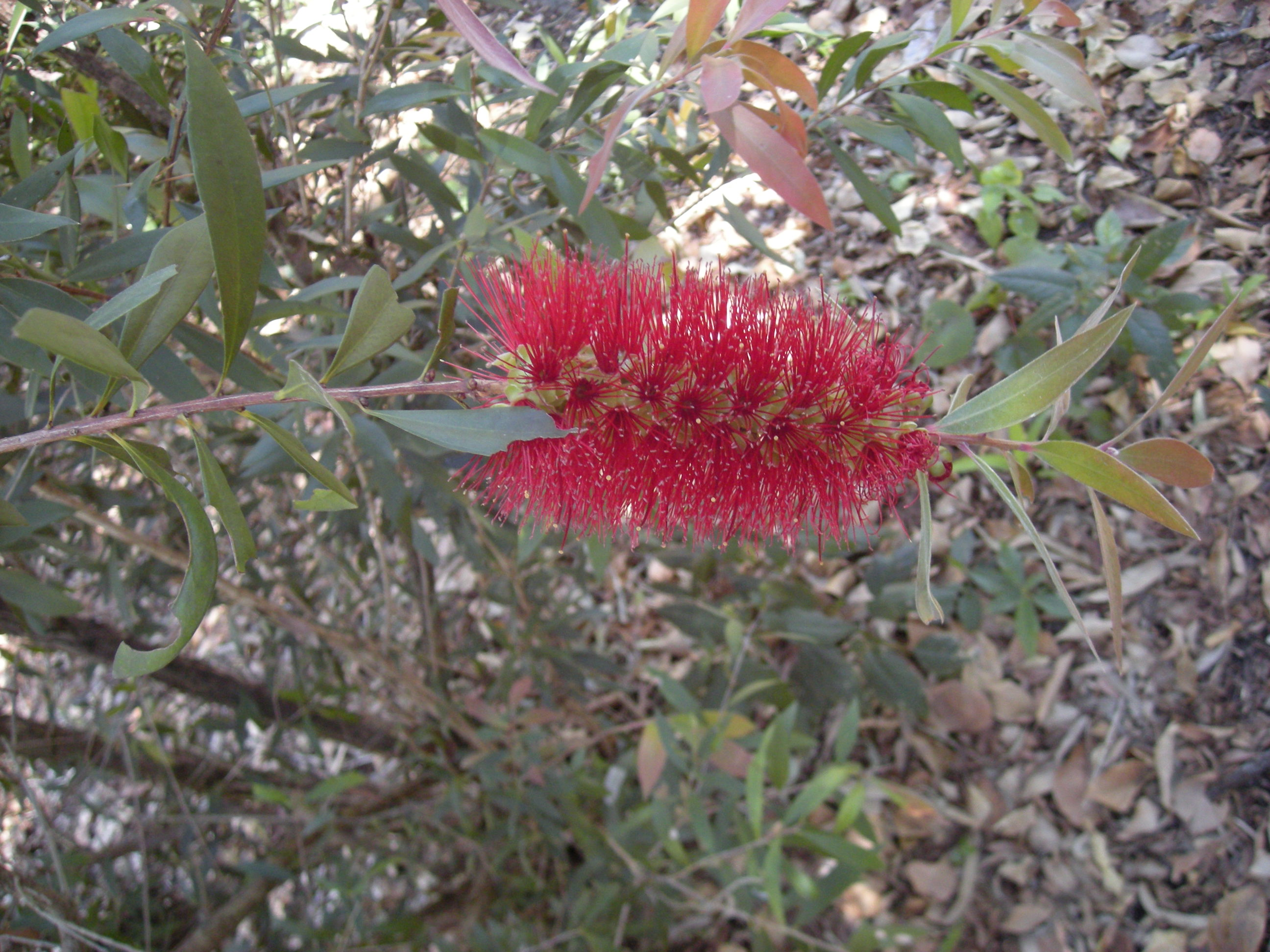
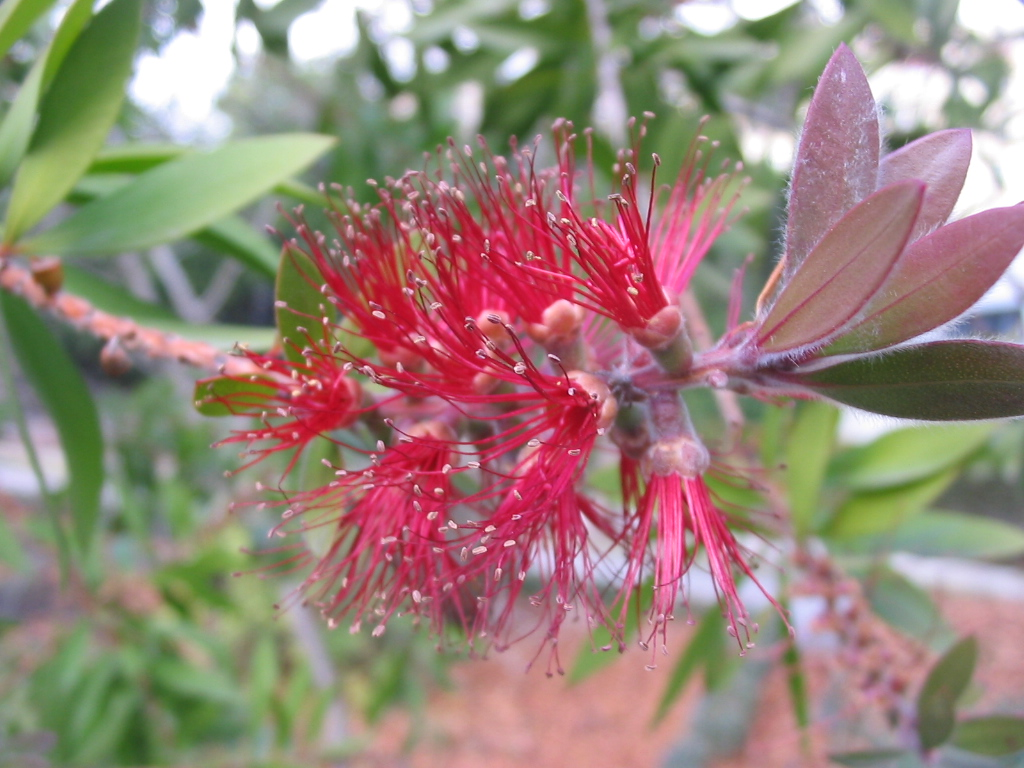
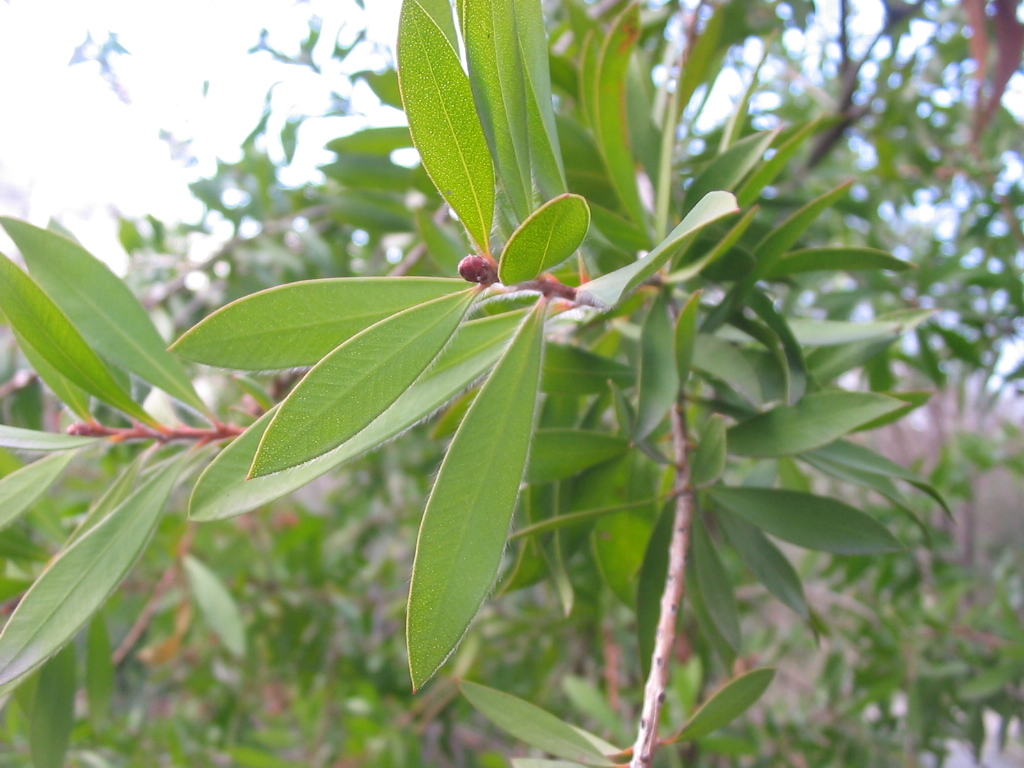